# Child prey
「Child prey」（チャイルド・プレイ）はDIR EN GREYのメジャー13枚目のシングル。『グラップラー刃牙』の英語版のアニメのオープニングに採用。

## 概説
- ミニアルバム『six Ugly』との2枚同時発売のシングル。
- ミニアルバムと共に楽曲がラウドロック・ニューメタル色を強め、攻撃性をより押し出す楽曲スタイルに変化した。
- この曲はテレビ出演がなく、これ以降も殆ど出演していない。
- ボーカルのクレジットが「マイケルジャクサン」になっている。
- カップリングはライブ音源を初収録している。
- 販売店によって、ステッカーなどの特典もつけられていた。

## 曲目
1. Child prey (3:51)
(作詞:京　作曲:薫 編曲:Dir en grey)
出だしからコーラスとキャッチーなサビで突き抜けていくハードロックナンバー。歌詞は初めて全英語詞で作られた曲であるが、ストーリー性よりはプリプロで歌った適当な言葉に合う単語を当てはめていった感じだと語っている。
2. 鬼眼-kigan- [LIVE] (4:31)
(作詞:京　作曲:Dir en grey)
3. Hydra [LIVE] (5:46)
(作詞:京　作曲:薫)
4. 羅刹国 [LIVE] (4:40)
(作詞:京　作曲:Dir en grey)
大阪厚生年金会館で行なわれたライブから厳選されたものである。「羅刹国」はライブ用にアレンジされたナンバーがそのまま収録されている。